# Estación de Pie del Funicular
Pie del Funicular (oficialmente y en catalán Peu del Funicular) es una estación de la red de Ferrocarriles de la Generalidad de Cataluña (FGC) perteneciente a las líneas S1 y S2 de la línea Barcelona-Vallés situada en el barrio de Vallvidrera, al pie del Funicular de Vallvidrera, en el distrito de Sarriá-San Gervasio de Barcelona. A partir de esta estación, la línea Barcelona-Vallés deja de ser subterránea, y permite el transbordo al funicular de Vallvidrera que sube a la parte alta del barrio. Forma un conjunto con la estación de Vallvidrera Inferior. Ambas estaciones pertenecen a la red de FGC desde 1979.

## Situación ferroviaria
La estación de Pie del Funicular se encuentra en el punto kilométrico 2,1 de la línea Sarriá-Les Planes. El tramo es de ancho internacional, de vía doble y electrificado. Esta estación forma un conjunto con Vallvidrera Inferior, de ancho métrico y electrificada en vía única. Está situada en el punto kilométrico 0,0 de la línea del Funicular de vía estrecha de Vallvidrera a una altitud de 196 metros.

## Historia
FSB  a partir de la década de 1970 empezó a sufrir problemas financieros debido a la inflación, el aumento de los gastos de explotación y tarifas obligadas sin ninguna compensación. En 1977 después de pedir subvenciones a diferentes instituciones, solicitó el rescate de la concesión de las líneas urbanas pero el Ayuntamiento de Barcelona denegó la petición y el 23 de mayo de 1977 se anunció la clausura de la red a partir del 20 de junio. El Gobierno evitó el cierre de la red de FSB otorgando por Real decreto la explotación y las líneas a Ferrocarriles de Vía Estrecha (FEVE) el 17 de junio de 1977, de forma provisional, mientras el Ministerio de Obras Públicas del Gobierno de España, la Diputación de Barcelona, la Corporación Metropolitana de Barcelona y la Ayuntamiento de Barcelona estudiaban el régimen de explotación de esta red. Debido a la indefinición se produjo una degradación del material e instalaciones, que en algún momento determinaron la paralización de la explotación.
Con la instauración de la Generalidad de Cataluña, el Gobierno de España traspasó a la Generalidad la gestión de las líneas explotadas por FEVE en Cataluña, gestionando así los Ferrocarriles de Cataluña a través del Departamento de Política Territorial y Obras Públicas (DPTOP) hasta que se creó en 1979 la empresa Ferrocarriles de la Generalidad de Cataluña (FGC), la cual integraba el 7 de noviembre de 1979 a su red estos ferrocarriles con la denominación Línea Cataluña y Sarriá.

### Pie del Funicular
El tramo de ancho internacional fue construido en virtud de una concesión al "Ferrocarril de Sarriá a Barcelona S.A." (FSB) según la R.O. de 3 de octubre de 1906. Los primeros convoyes ferroviarios que llegaron allí lo hicieron el 17 de diciembre de 1906, justo después de la inauguración del funicular de Vallvidrera el 24 de octubre del mismo año, situando el primer apeadero en el lugar denominado Mina Grot (ferrocarril en túnel) cerrado en 1916, una vez rebasado el cruce se situaba el segundo apeadero en la carretera de Les Aigües. El ferrocarril fue originalmente el final de la línea del tranvía de la montaña de Vallvidrera construida por el Tren de Sarriá, que subía desde la estación de Las Tres Torres por la calle Anglí a lo largo de un recorrido de 2,1 km hasta la estación inferior del funicular, aunque unos meses antes la línea de la Compañía General de Tranvías llegaba desde la Plaza de Sarriá. Cuando se puso en servicio la nueva línea ferroviaria, el tranvía se limitó a la calle Granados. El 28 de noviembre de 1916 se puso en servicio la nueva estación del ferrocarril convencional del Pie del Funicular construido por Ferrocarriles de Cataluña, situada en un nivel inferior que se ubicó justo en la boca sur del túnel de Collserola en la línea Sarriá-Las Planas.

### Vallvidrera Inferior
En cuanto a la estación de funicular, de ancho métrico, los carriles eran de cabeza triangular de 25,5 Kg/ml. Estos carriles descansaban sobre traviesas de chapa embutida, siendo su rampa máxima del 28,9%. El mecanismo de accionamiento suministrado por Von Roll, disponía de un motor de 95 CV a 650 rpm, suministrando energía a 525 V. cc, estando alimentado desde la línea de Ferrocarriles de Cataluña, conservando la central de tracción y el mecanismo, en su estado original, no sufriendo modificación alguna. Los coches, suministrados con bastidores Von Roll, de 10,14 m y 6,5 Tm de peso en vacío, tenían capacidad para 80 viajeros. Carrozados en madera por Carpintería Estrada de Barcelona, disponían de cinco departamentos escalonados. Estaban dotados de dos grupos de frenado "Ruprech" y de otro manual. La única modificación que sufrieron los coches, se realizó en los años veinte, instalando testeros cerrados, hasta que en 1980 FGC los modificó en una remodelación a fondo. En cuanto a la infraestructura de vía e instalaciones, cabe destacar la rehabilitación realizada en 1995 del edificio de la estación superior (Vallvidrera Inferior). El 7 de enero de 1998 el funicular inició un último viaje, para pasar al día siguiente a su desmontaje, reinaugurado el 11 de mayo siguiente. La obra civil corrió a cargo de la empresa Gisa, en tanto que la instalación y montaje corrió a cargo de técnicos de la casa Von Roll, apoyados por personal de FGC. El coche n.º 2 fue preservado por el CEFIS en el Museo de la Pobla de Lillet.

## La estación

### Pie del Funicular
Cuenta con las dos vías generales con andenes laterales de 60 metros de largo cubiertos en gran parte por la bóveda subterránea del túnel. La estación cuenta con un vestíbulo superior, con único acceso desde la avenida Vallvidrera y la calle del Bosc, con máquinas expendedoras de billetes y barreras tarifarias. El enlace a los andenes se realiza mediante una escalera a cada uno de ellos y en la ruta 1 también con ascensor. En 2015 se construyó una nueva pasarela y un ascensor que baja hasta la Ruta 2. Desde el nivel del vestíbulo se accede a la estación inferior del funicular de Vallvidrera (Vallvidrera Inferior), situada en un nivel superior, a través de una escalera y el mismo ascensor que sube desde el andén de la ruta 1.
Cabe destacar que, debido a que el andén es de longitud inferior al normal del resto de estaciones de FGC, hace que los trenes de cuatro vagones (unidades 112 y 113) no quepan en la estación. Debido a esto, el primer coche destino Tarrasa/Sabadell (o el último destino Barcelona) hace la parada en el interior del túnel contiguo a la estación, impidiendo el acceso o salida del coche. Igualmente, en convoyes destino Tarrasa/Sabadell, el último coche (el más próximo a Barcelona) se encuentra en un tramo muy estrecho de andén, desde el que se puede bajar del tren pero no acceder, ya que algunas puertas impiden el paso a esta parte del andén.

### Vallvidrera Inferior
Sobre la estación de ancho internacional de Pie del Funicular está la estación de ancho métrico del funicular de Vallvidrera, llamada Vallvidrera-Inferior, enlazada con un ascensor al vestíbulo y al andén dirección San Cugat Centro del tren. Esta estación monta una vía métrica del tipo S-33 montada sobre una plataforma de hormigón, dispone de vía única con un cruce de 105 ml de longitud, el trazado completa los 723 ml de longitud con un desnivel de 158,37 ml y tracción por cable de 30 mm de diámetro. El mecanismo Von Roll situado en la estación superior está alimentado mediante corriente trifásica a 380 V. Los nuevos vehículos construidos por la empresa suiza Gangloff AG de Berna disponen de capacidad para 50 viajeros, 24 de ellos sentados, con un peso de 8,1 Tm. Funcionan automáticamente sin conductor, controlando un sistema secuencial desde el puesto de mando de Sarriá.
El edificio en sí del funicular es de estilo modernista y está en una sola planta. Durante la primera fase de funcionamiento (sin la línea hasta el Vallés por debajo de Collserola) había un soportales por el que entraba en las instalaciones y se comunicaba directamente con la línea de tranvía de Anglí. Para acceder al funicular desde la entrada común con la línea del Vallès, hay que subir una escalera o usar un ascensor. El edificio fue completamente remodelado en 2008, cuando se puso en servicio el nuevo funicular y la actual cubierta con un lucernario que permite la entrada de luz natural a la estación, formado por una vía con andenes laterales para acceder a la única puerta junto a los coches. Las plataformas son accesibles a través de puertas de vidrio que impiden el acceso cuando no hay un funicular estacionado. En el pasado, las plataformas se escalonaban para permitir el acceso a los diversos compartimentos de los automóviles.

## Servicios ferroviarios
El horario de la estación se puede descargar del siguiente enlace. El plano de las líneas del Vallés en este enlace. El plano integrado de la red ferroviaria de Barcelona puede descargarse en este enlace. Existen 3 líneas, la S5, S6 y S7 que a pesar de circular por la estación, no efectúan parada en misma.
| << cabecera                          | < estación                           | línea                     | estación >              | cabecera >>             |
| ------------------------------------ | ------------------------------------ | ------------------------- | ----------------------- | ----------------------- |
| Línea Barcelona-Vallés de FGC        |                                      |                           |                         |                         |
| Barcelona-Plaza de Cataluña          | Sarriá                               |                           | Vallvidrera (apd)       | Tarrasa-Naciones Unidas |
| Barcelona-Plaza de Cataluña          | Sarriá                               | Sabadell-Parque del Norte | Vallvidrera (apd)       |                         |
| Funiculares de FGC                   |                                      |                           |                         |                         |
| terminal (como Vallvidrera Inferior) | terminal (como Vallvidrera Inferior) |                           | Carretera de les Aigües | Vallvidrera-Superior    |